# José Gregorio Bastidas
Pour les articles homonymes, voir Bastidas.
José Gregorio Bastidas est l'une des trois paroisses civiles de la municipalité de Palavecino dans l'État de Lara au Venezuela. Sa capitale est Los Rastrojos, formant avec Cabudare, une entité de la couronne sud de l'agglomération de Barquisimeto, capitale de l'État. Un petit quart sud-est du territoire est occupé par l'importante base militaire de fort Terepaima.

## Géographie

En rouge, la paroisse civile de José Gregorio Bastidas au sein de la municipalité de Palavecino.

### Démographie
Hormis sa capitale Los Rastrojos formant avec Cabudare une entité urbaine divisée en de nombreux quartiers, la paroisse civile comporte plusieurs localités, dont :
- Coco e'Mono
  - Las Tres Topias
- Cocorotico
- El Jagüey
- El Naranjillo
- Los Rastrojos (voir aussi Cabudare)
  - El Placer
- La Aguada
  - La Montaña
  - La Piedad
    - La Piedad Sur

  - Zanjón Colorado
- La Morita
- Lomas Redondas
- Los Mamones